# Ludger Körntgen

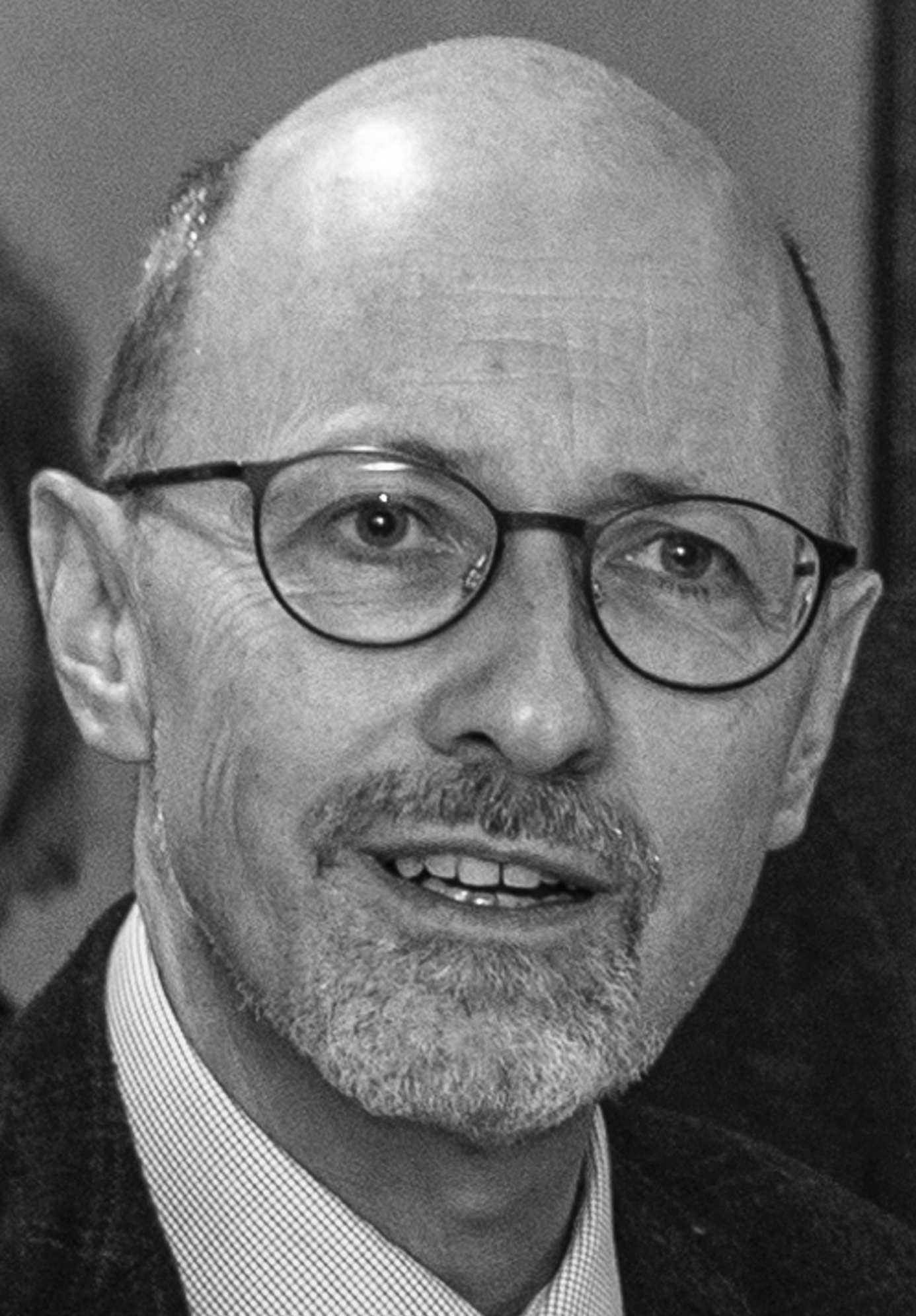
Ludger Körntgen aufgenommen von Ernst-Dieter Hehl im Jahr 2016.

Ludger Körntgen (* 2. August 1960 in Duisburg) ist ein deutscher Historiker für mittelalterliche Geschichte. Nach einer Professur an der Universität Bayreuth (2006–2012) lehrt er seit Sommersemester 2012 als Professor für mittelalterliche Geschichte an der Universität Mainz.

## Leben und Wirken
Ludger Körntgen studierte die Fächer der Geschichte, katholischen Theologie und Philosophie an den Universitäten Bonn und München. Von 1985 bis 1997 war er Wissenschaftlicher Mitarbeiter und Assistent an den Universitäten Bonn, Regensburg und Tübingen. Im Jahr 1990 wurde er bei Raymund Kottje an der Universität Bonn über die frühmittelalterlichen Bußbücher promoviert. Im Jahr 1998 erfolgte seine Habilitation an der Universität Tübingen mit einer Arbeit über die Sakralität des Königtums in der ottonisch-frühsalischen Zeit. Anschließend war Körntgen von 2004 bis 2006 akademischer Rat und außerplanmäßiger Professor in Tübingen. Von 2006 bis 2012 lehrte Körntgen als Professor für Geschichte mit dem Schwerpunkt Mittelalterliche Geschichte an der Universität Bayreuth. Dort war er von 2009 bis 2011 Dekan der Kulturwissenschaftlichen Fakultät. Seit Sommersemester 2012 lehrt Körntgen in der Nachfolge von Franz Josef Felten als Professor für mittelalterliche Geschichte an der Universität Mainz.
Zu seinen Forschungsschwerpunkten zählen die Iren und Angelsachsen im Frühmittelalter, die Königsherrschaft in Vorstellung und Praxis, die Kirchen, das Recht und die Gesellschaft im frühen und hohen Mittelalter oder die frühmittelalterlichen Bußbücher und die Bußpraxis. In seiner Habilitation untersuchte Körntgen die Funktion sakraler Vorstellungen und Deutungsmuster in Historiographie und Bildzeugnissen in ottonisch-frühsalischer Zeit. Bei der Historiographie betrachtet er die Geschichtswerke von Liudprand von Cremona, Hrotsvit von Gandersheim, Widukind von Corvey, Wipo, die Mathildenviten (die Vita Mathildis antiquior und die Vita posterior) und Thietmar von Merseburg. Er kommt dabei zu dem Ergebnis, dass sich „in keinem der untersuchten Zeugnisse ottonisch-salischer Historiographie [...] die Dimension sakraler Legitimation zugleich als pragmatischer Kontext der Darstellung – im Sinne politischer Propaganda – erwiesen“ hat. Ausführlich analysiert Körntgen bei den Bildzeugnissen Otto III. im Liuthar-Codex, das Perikopenbuch Heinrichs II., das Regensburger Sakramentar Heinrichs II. und das Speyerer Evangeliar. Außerdem behandelt Körntgen die Stiftung des Bistums Bamberg und die Frage nach dem „Ende der Herrscherbilder als Symptom des Wandels?“ in der zweiten Hälfte des 11. Jahrhunderts. Körntgen sieht den Abbruch der Herrscherbilder in liturgischen Handschriften nicht als einen Wandel auf dem Feld politischer Ideologie und auch nicht im Bereich der theologischen Deutung des Herrschertums, sondern vielmehr „im Gesamtgefüge von Bindungen und gegenseitigem  Austausch, als dessen Ausdruck die ottonisch-frühsalischen Herrscherbilder zu verstehen sind“. In seiner Analyse der Herrscherbilder kommt er zum Fazit, dass „Herrscherbilder und andere liturgische Prunkstücke nicht als isolierte Medien politischer Aussage und nicht als Werkzeuge einer rational entworfenen, für den Herrscher grundsätzlich verfügbaren Legitimationsstrategie verstehen“ lassen. Ihre politische Wirkung sei vielmehr indirekt „in der gemeinschaftsbildenden Funktion der Memoria“ zu suchen. Das Ausbleiben von Herrscherbildern in staufischer Zeit erklärt Körntgen in einem 2014 veröffentlichten Beitrag weniger mit „ideologischen Vorbehalten gegenüber der sakralen Stellung des Königs“ als mit einem Wandel der „Kommunikationsgemeinschaft von Königtum und Kirche seit der Mitte des 11. Jahrhunderts“.
Im Jahre 2002 veröffentlichte er über die Ottonen und Salier eine knappe Darstellung in der Reihe Geschichte Kompakt. Körntgen gab 2013 zusammen mit Dominik Waßenhoven einen Sammelband zum Thema Religion und Politik im Mittelalter. Deutschland und England im Vergleich heraus. Dabei geht es um die Frage, wie sich das Verhältnis von Leben und Politik „in der Wirklichkeit von Leben, politischem Handeln und religiösem Verhalten jeweils manifestiert“. Zur Beantwortung der Frage wird der Vergleich Deutschlands und Englands in der Perspektive des Verhältnisses von Religion und Politik gemeinsam in den Blick genommen.

## Schriften
Monographien
- Worms 1018–2018. Dom und Stadt (= Quellen und Abhandlungen zur mittelrheinischen Kirchengeschichte. Bd. 150). Aschendorff, Münster 2023, ISBN 978-3-402-26638-0.
- Ottonen und Salier. 3. durchgesehene und bibliographisch aktualisierte Auflage. Wissenschaftliche Buchgesellschaft, Darmstadt 2010, ISBN 978-3-534-23776-0.
- Königsherrschaft und Gottes Gnade. Zu Kontext und Funktion sakraler Vorstellungen in Historiographie und Bildzeugnissen der ottonisch-frühsalischen Zeit (= Orbis mediaevalis. Bd. 2). Akademie Verlag, Berlin 2001, ISBN 3-05-003403-3.
- Studien zu den Quellen der frühmittelalterlichen Bußbücher (= Quellen und Forschungen zum Recht im Mittelalter. Bd. 7). Thorbecke, Sigmaringen 1993, ISBN 3-7995-6088-2.

Herausgeberschaften
- mit Dominik Waßenhoven: Religion and Politics in the Middle Ages. Germany and England by Comparison (= Prinz-Albert-Studien. Bd. 29). De Gruyter, Berlin u. a. 2013, ISBN 3-11-025661-4.
- mit Dominik Waßenhoven: Patterns of Episcopal Power. Bishops in tenth and eleventh century western Europe (= Prinz-Albert-Forschungen. Bd. 6). De Gruyter, Berlin u. a. 2011, ISBN 3-11-026202-9.